# Championnat de France féminin de handball de deuxième division 2017-2018
Navigation
Division 2 2016-2017 Division 2 2018-2019
Le Championnat de France féminin de handball de deuxième division 2017-2018 est la quarante-septième édition de cette compétition. Le championnat de Division 2 de handball est le deuxième plus haut niveau du championnat de France de ce sport.
Si le Mérignac Handball est déclaré Champion de France de D2 au terme de la saison, c'est le HBCSA Porte du Hainaut, premier club ayant le statut VAP, qui est promu en Division 1. En bas du classement, le Yutz handball féminin et le Saint-Grégoire Rennes Métropole HB sont relégués en Nationale 1.

## Présentation

### Modalités
En vigueur depuis la saison 2012-13, le dispositif de Voie d'accession au professionnalisme (VAP) vise à baliser et sécuriser le chemin vers la première division (LFH). Il concerne les clubs de D2F désireux de se structurer encore davantage et qui ambitionnent, à plus ou moins court terme, d'accéder en LFH. Les clubs volontaires peuvent ainsi s'engager dans une étape intermédiaire avec des exigences renforcées de préparation vers la LFH. Comme pour le cahier des charges général, le statut de club VAP est accordé par la Commission Nationale de Contrôle et de Gestion (CNCG), par saison sportive. Il n'y a aucune attribution automatique de ce statut VAP d'une saison sur l'autre, la CNCG restant souveraine pour en décider. Ce statut, qui n'a pas de caractère obligatoire et qui est sans incidence sur le classement sportif final de D2F et l'attribution du titre de champion de France de D2F, est toutefois un préalable règlementaire et obligatoire pour une accession en LFH. En effet, seul un club de D2F sous Statut VAP est susceptible de monter en LFH en fin de saison.
Pour la saison 2017-2018, la CNCG a accordé le statut VAP à 2 clubs : le HBCSA Porte du Hainaut et HBC Celles-sur-Belle.

### Les clubs de l'édition 2017-2018
| \| La Rochelle St-Amand Yutz Mérignac Noisy-le-Gd Octeville Plan-de-Cuques Rennes Vaulx-en-Velin Celles/B Aulnoye-Aymeries Bouillargues \| Localisation des clubs engagés dans le championnat. |
| La Rochelle St-Amand Yutz Mérignac Noisy-le-Gd Octeville Plan-de-Cuques Rennes Vaulx-en-Velin Celles/B Aulnoye-Aymeries Bouillargues                                                           |

| Club                               | En D2F depuis | 2016-2017   | Entraîneur        | Salles                                           | Capacité  |
| ---------------------------------- | ------------- | ----------- | ----------------- | ------------------------------------------------ | --------- |
| HBC Celles-sur-Belle               | 2017          | 11e LFH     | Fabrice Bertrand  | Complexe sportif de Celles-sur-Belle L'Acclameur | 1300 2850 |
| Entente Noisy/Gagny                | 2007          | 2e          | Safwann Khoudar   | Gymnase du Clos de l'Arche                       | 500       |
| HBCSA Porte du Hainaut             | 2015          | 4e          | Florence Sauval   | Salle Maurice-Hugot                              |           |
| ASUL Vaulx-en-Velin                | 2016          | 5e          | Romain Conte      | Palais des sports Jean-Capiévic                  | 1000      |
| Saint-Grégoire Rennes Métropole HB | 2016          | 6e          | Olivier Mantès    | Gymnase de la Ricoquais                          | 600       |
| Handball Plan-de-Cuques            | 2016          | 7e          |                   | Salle Les Ambrosis                               |           |
| Mérignac Handball                  | 2008          | 8e          | Raphael Benedetto | Salle Pierre-de-Coubertin                        |           |
| Aunis HB La Rochelle-Périgny       | 2013          | 9e          | Laurent Grammont  | Salle Omnisports de Périgny                      |           |
| Yutz handball féminin              | 2011          | 10e         | Gilles Boutiali   | Salle Saint-Exupéry                              | 500       |
| HB Octeville-sur-Mer               | 2017          | 1er N1 (P1) | Mickaël Moreno    |                                                  |           |
| Sambre Avesnois Handball           | 2017          | 1er N1 (P2) | Ivan Markovski    |                                                  |           |
| Sun A.L. Bouillargues              | 2017          | 1er N1 (P3) | Didier Delon      | Gymnase de Bouillargues                          | 1 000     |

## Compétition

### Classement final
|    | Équipe                             | Pts  | J  | G  | N | P  | Bp  | Bc  | Diff | Dép |
| -- | ---------------------------------- | ---- | -- | -- | - | -- | --- | --- | ---- | --- |
| 1  | Mérignac Handball                  | 56   | 22 | 16 | 2 | 4  | 660 | 586 | 74   | -   |
| 2  | Handball Plan-de-Cuques            | 55   | 22 | 16 | 1 | 5  | 629 | 575 | 54   | -   |
| 3  | HBCSA Porte du Hainaut V           | 53   | 22 | 14 | 3 | 5  | 581 | 543 | 38   | -   |
| 4  | Aunis HB La Rochelle-Périgny       | 48   | 22 | 12 | 2 | 8  | 671 | 665 | 6    | -   |
| 5  | Entente Noisy/Gagny                | 47   | 22 | 11 | 3 | 8  | 549 | 534 | 15   | -   |
| 6  | HBC Celles-sur-Belle V R           | 46   | 22 | 12 | 0 | 10 | 606 | 558 | 48   | -   |
| 7  | ASUL Vaulx-en-Velin                | 43   | 22 | 9  | 3 | 10 | 607 | 603 | 4    | -   |
| 8  | Sambre Avesnois Handball P         | 40   | 22 | 8  | 2 | 12 | 565 | 620 | -55  | -   |
| 9  | HB Octeville-sur-Mer P             | 39   | 22 | 7  | 3 | 12 | 585 | 578 | 7    | -   |
| 10 | Sun A.L. Bouillargues P            | 37   | 22 | 6  | 3 | 13 | 594 | 613 | -19  | 11  |
| 11 | Saint-Grégoire Rennes Métropole HB | 37   | 22 | 7  | 1 | 14 | 514 | 563 | -49  | -11 |
| 12 | Yutz handball féminin              | 9-16 | 22 | 2  | 1 | 19 | 599 | 722 | -123 | -   |

- Champion de France de D2
- Accession en Division 1
- Relégation en Nationale 1
- R : Relégué de LFH en 2017
- P : Promu de Nationale 1 en 2017
- V : Clubs « VAP »

1. ↑  Le club est pénalisé de 5 points par la CNCG, l'organisme de contrôle de finances des clubs et de 11 points pour un dossier d'arbitrage (documents remis hors délai). Source : « Yutz pénalisé de 16 points », sur Le Républicain Lorrain, 27 septembre 2017 (consulté le 28 septembre 2017)

### Résultats
| Résultats (dom.\ext.)                                      | SAH   | SUNALB | CSB   | ROC   | MHB   | NHB   | HBO   | HBPC  | HBCSA | REN   | ASU   | YHF   |
| Sambre Avesnois Handball                                   |       | 29-20  | 19-23 | 32-30 | 23-33 | 23-25 | 30-26 | 24-23 | 23-28 | 25-25 | 26-27 | 28-23 |
| Sun A.L. Bouillargues                                      | 26-31 |        | 27-32 | 39-33 | 26-31 | 29-21 | 28-28 | 32-32 | 20-24 | 30-24 | 31-32 | 30-22 |
| HBC Celles-sur-Belle                                       | 36-18 | 33-29  |       | 33-34 | 27-28 | 28-24 | 29-22 | 28-24 | 20-26 | 23-18 | 25-28 | 36-27 |
| Aunis HB La Rochelle-Périgny                               | 42-27 | 29-26  | 34-31 |       | 31-39 | 24-32 | 35-33 | 31-35 | 29-26 | 35-32 | 27-30 | 34-33 |
| Mérignac Handball                                          | 33-24 | 31-26  | 25-30 | 30-27 |       | 30-30 | 27-27 | 25-28 | 29-28 | 28-21 | 28-27 | 40-28 |
| Entente Noisy/Gagny                                        | 24-23 | 25-23  | 19-14 | 27-27 | 23-28 |       | 29-23 | 27-23 | 22-31 | 29-18 | 26-33 | 33-23 |
| HB Octeville-sur-Mer                                       | 26-29 | 26-16  | 26-29 | 29-30 | 27-28 | 19-14 |       | 28-29 | 20-22 | 23-18 | 29-24 | 36-25 |
| Handball Plan-de-Cuques                                    | 38-26 | 28-22  | 30-29 | 30-24 | 25-33 | 22-20 | 31-25 |       | 26-30 | 23-18 | 30-26 | 39-30 |
| HBCSA Porte du Hainaut                                     | 23-23 | 27-26  | 21-19 | 25-27 | 31-27 | 25-25 | 22-26 | 27-31 |       | 22-20 | 26-23 | 30-30 |
| Saint-Grégoire Rennes Métropole HB                         | 31-26 | 23-28  | 23-22 | 25-26 | 22-28 | 18-17 | 24-22 | 22-29 | 20-22 |       | 31-29 | 24-22 |
| ASUL Vaulx-en-Velin                                        | 28-19 | 26-26  | 26-23 | 26-26 | 22-28 | 22-28 | 29-29 | 24-25 | 30-36 | 30-23 |       | 33-35 |
| Yutz handball féminin                                      | 30-37 | 26-32  | 30-36 | 25-36 | 33-31 | 28-29 | 28-35 | 24-28 | 27-29 | 24-34 | 26-32 |       |
| - Victoire à domicile - Match nul - Victoire à l'extérieur |       |        |       |       |       |       |       |       |       |       |       |       |

### Classement domicile et extérieur
|    | Équipe                       | Pts | J  | G | N | P  | Bp  | Bc  | Diff |
| -- | ---------------------------- | --- | -- | - | - | -- | --- | --- | ---- |
| 1  | Handball Plan-de-Cuques      | 29  | 11 | 9 | 0 | 2  | 323 | 283 | 40   |
| 2  | Mérignac Handball            | 27  | 11 | 7 | 2 | 2  | 326 | 296 | 30   |
| 3  | Entente Noisy/Gagny          | 26  | 11 | 7 | 1 | 3  | 284 | 266 | 18   |
| 4  | HBC Celles-sur-Belle         | 25  | 11 | 7 | 0 | 4  | 318 | 278 | 40   |
| 5  | Aunis HB La Rochelle-Périgny | 25  | 11 | 7 | 0 | 4  | 351 | 344 | 7    |
| 6  | HBCSA Porte du Hainaut       | 24  | 11 | 5 | 3 | 3  | 279 | 277 | 2    |
| 7  | Saint-Grégoire Rennes MHB    | 23  | 11 | 6 | 0 | 5  | 263 | 271 | -8   |
| 8  | Sambre Avesnois Handball     | 22  | 11 | 5 | 1 | 5  | 282 | 283 | -1   |
| 9  | HB Octeville-sur-Mer         | 21  | 11 | 5 | 0 | 6  | 289 | 266 | 23   |
| 10 | Sun A.L. Bouillargues        | 21  | 11 | 4 | 2 | 5  | 318 | 310 | 8    |
| 11 | ASUL Vaulx-en-Velin          | 20  | 11 | 3 | 3 | 5  | 296 | 298 | -2   |
| 12 | Yutz handball féminin        | 13  | 11 | 1 | 0 | 10 | 301 | 359 | -58  |

|    | Équipe                       | Pts | J  | G | N | P | Bp  | Bc  | Diff |
| -- | ---------------------------- | --- | -- | - | - | - | --- | --- | ---- |
| 1  | Mérignac Handball            | 29  | 11 | 9 | 0 | 2 | 334 | 290 | 44   |
| 2  | HBCSA Porte du Hainaut       | 29  | 11 | 9 | 0 | 2 | 302 | 266 | 36   |
| 3  | Handball Plan-de-Cuques      | 26  | 11 | 7 | 1 | 3 | 307 | 292 | 15   |
| 4  | ASUL Vaulx-en-Velin          | 23  | 11 | 6 | 0 | 5 | 311 | 305 | 6    |
| 5  | Aunis HB La Rochelle-Périgny | 23  | 11 | 5 | 2 | 4 | 320 | 322 | -2   |
| 6  | HBC Celles-sur-Belle         | 21  | 11 | 5 | 0 | 6 | 288 | 280 | 8    |
| 7  | Entente Noisy/Gagny          | 21  | 11 | 4 | 2 | 5 | 265 | 268 | -3   |
| 8  | HB Octeville-sur-Mer         | 18  | 11 | 2 | 3 | 6 | 296 | 312 | -16  |
| 9  | Sambre Avesnois Handball     | 18  | 11 | 3 | 1 | 7 | 283 | 337 | -54  |
| 10 | Sun A.L. Bouillargues        | 16  | 11 | 2 | 1 | 8 | 276 | 303 | -27  |
| 11 | Saint-Grégoire Rennes MHB    | 14  | 11 | 1 | 1 | 9 | 251 | 292 | -41  |
| 12 | Yutz handball féminin        | 14  | 11 | 1 | 1 | 9 | 298 | 363 | -65  |

### Évolution du classement par journée
| Clubs \ Journées                   | 1  | 2  | 3  | 4  | 5  | 6  | 7  | 8  | 9  | 10 | 11 | 12 | 13 | 14 | 15 | 16 | 17 | 18 | 19 | 20 | 21 | 22 | Journées en tête | Journées relégable |
| ---------------------------------- | -- | -- | -- | -- | -- | -- | -- | -- | -- | -- | -- | -- | -- | -- | -- | -- | -- | -- | -- | -- | -- | -- | ---------------- | ------------------ |
| Sambre Avesnois Handball           | 2  | 7  | 7  | 8  | 9  | 9  | 7  | 4  | 4  | 3  | 7  | 5  | 8  | 7  | 7  | 8  | 8  | 8  | 8  | 8  | 8  | 8  |                  |                    |
| Sun A.L. Bouillargues              | 11 | 10 | 10 | 10 | 11 | 11 | 10 | 9  | 10 | 10 | 10 | 11 | 11 | 11 | 11 | 11 | 11 | 11 | 11 | 10 | 11 | 10 |                  | 10                 |
| HBC Celles-sur-Belle               | 8  | 8  | 6  | 7  | 6  | 3  | 5  | 6  | 8  | 8  | 6  | 7  | 6  | 5  | 6  | 7  | 7  | 7  | 6  | 6  | 6  | 6  |                  |                    |
| Aunis HB La Rochelle-Périgny       | 7  | 3  | 3  | 9  | 5  | 4  | 6  | 3  | 3  | 5  | 4  | 4  | 4  | 8  | 8  | 6  | 6  | 6  | 5  | 4  | 4  | 4  |                  |                    |
| Mérignac Handball                  | 1  | 1  | 1  | 1  | 1  | 1  | 1  | 1  | 1  | 2  | 2  | 2  | 2  | 3  | 3  | 3  | 1  | 1  | 1  | 1  | 1  | 1  | 15               |                    |
| Entente Noisy/Gagny                | 3  | 4  | 5  | 2  | 2  | 2  | 2  | 2  | 2  | 1  | 1  | 1  | 1  | 1  | 1  | 2  | 4  | 4  | 4  | 5  | 5  | 5  | 5                |                    |
| HB Octeville-sur-Mer               | 9  | 9  | 11 | 11 | 10 | 10 | 11 | 11 | 11 | 11 | 11 | 10 | 10 | 10 | 10 | 9  | 10 | 9  | 10 | 9  | 9  | 9  |                  | 7                  |
| Handball Plan-de-Cuques            | 10 | 11 | 9  | 6  | 7  | 6  | 4  | 8  | 5  | 4  | 3  | 3  | 3  | 2  | 2  | 1  | 2  | 2  | 2  | 2  | 2  | 2  | 1                | 1                  |
| HBCSA Porte du Hainaut             | 4  | 5  | 8  | 4  | 3  | 5  | 3  | 5  | 7  | 6  | 5  | 6  | 5  | 4  | 4  | 4  | 3  | 3  | 3  | 3  | 3  | 3  |                  |                    |
| Saint-Grégoire Rennes Métropole HB | 5  | 2  | 4  | 5  | 8  | 8  | 9  | 10 | 9  | 9  | 9  | 9  | 9  | 9  | 9  | 10 | 9  | 10 | 9  | 11 | 10 | 11 |                  | 2                  |
| ASUL Vaulx-en-Velin                | 6  | 6  | 2  | 3  | 4  | 7  | 8  | 7  | 6  | 7  | 8  | 7  | 7  | 6  | 5  | 5  | 5  | 5  | 7  | 7  | 7  | 7  |                  |                    |
| Yutz handball féminin              | 12 | 12 | 12 | 12 | 12 | 12 | 12 | 12 | 12 | 12 | 12 | 12 | 12 | 12 | 12 | 12 | 12 | 12 | 12 | 12 | 12 | 12 |                  | 22                 |

## Classement des buteuses
| Rang | Joueuse              | Club                         | Buts | MJ | Moy. |
| ---- | -------------------- | ---------------------------- | ---- | -- | ---- |
| 1    | Adeline Bournez      | Sambre Avesnois Handball     | 142  | 22 | 6,45 |
| 2    | Audrey Bruneau       | Mérignac Handball            | 141  | 20 | 7,05 |
| 3    | Sabrina Abdellahi    | Yutz handball féminin        | 140  | 22 | 6,36 |
| 4    | Élise Delorme        | Aunis HB La Rochelle-Périgny | 130  | 22 | 5,91 |
| 5    | Maja Son             | HBC Celles-sur-Belle         | 128  | 21 | 6,10 |
| 6    | Rebecca Lopez Martin | Aunis HB La Rochelle-Périgny | 118  | 22 | 5,36 |
| 7    | Ndona Bassarila      | HB Octeville-sur-Mer         | 116  | 22 | 5,27 |
| 8    | Ivana Filipović      | HBCSA Porte du Hainaut       | 116  | 22 | 5,27 |
| 9    | Maëlle Chalmandrier  | Entente Noisy/Gagny          | 115  | 21 | 5,27 |
| 10   | Claire Vautier       | HBCSA Porte du Hainaut       | 99   | 22 | 4,5  |

## Bilan de la saison
| Tableau d'honneur de la saison 2018-2019 | |
| Compétition                              | Vainqueur |
| Champion de France de D2                 | Mérignac Handball |
| Promotions et relégations                | |
| Promu en Division 1                      | HBCSA Porte du Hainaut |
| Relégué de Division 1                    | Le Havre AC Handball |
| Relégués en Nationale 1                  | Yutz handball féminin Saint-Grégoire Rennes Métropole HB                                                                         |
| Promus de Nationale 1                    | AS Cannes-Mandelieu Achenheim Truchtersheim Handball Le Pouzin HB 07 Stella Sports Saint-Maur Lomme Lille Métropole Bergerac PPH |